# Elias Meyer
Elias Meyer (* 1718; † 1798) war ein Einwohner Einbecks im 18. Jahrhundert und Gründer der neuzeitlichen jüdischen Gemeinde in dieser Stadt.
Im Jahre 1745 wurde Elias Meyer aus Moringen nach Einbeck vergeleitet. Während des Siebenjährigen Krieges (1756–1763) wurde er durch Lieferungen an das Militär zu einem der wohlhabendsten Bürger Einbecks. Als Schutzjude hatte er die Erlaubnis, mit seidenen und baumwollenen Waren zu handeln, doch blieb er darauf angewiesen, dass ihm und seinen Familienangehörigen alle zehn Jahre ein neuer Schutzbrief ausgestellt wurde.

## Familie
Elias Meyer hatte folgende Söhne:
- Bernhard Elias Meyer (ab 1808: Bernhard Meyersfeld), Pfandleiher
- Hirsch Elias Meyer (ab 1808: Hirsch Meyersberg), Tabakfabrikant
- Jacob Elias Meyer (ab 1808: Jacob Meyerstein), Kaufmann. Er übernahm die Konzession seines Vaters für den Handel mit Seiden- und Baumwollwaren.

## Betsaal am Benser Tor
1764 hatte Elias Meyer die Genehmigung erhalten, ein Haus am Benser Tor zu erwerben, das er mit seiner Familie bezog. Um die Familie Meyer scharte sich die entstehende jüdische Gemeinde Einbecks und nutzte jahrzehntelang ein Zimmer in deren Wohnhaus als Betsaal. Mit dem Anwachsen der Gemeinde wurde dieser Raum aber zu klein, und die Gemeinde beantragte bei der Regierung in Hannover den Erwerb eines Hauses in der Baustraße, das sie als Synagoge nutzen wollte. Elias Meyer erklärte sich bereit, die dafür erforderlichen Mittel zu stiften. Es ist dies die später so genannte Alte Synagoge von Einbeck.

## Mikwe am Benser Tor
Im Jahr 1767 ließ Elias Meyer für seine Familienangehörigen eine private Mikwe erbauen. Das jüdische Badehaus befand sich „an der Brücke vor dem Benserthore rechter Hand.“ Es war unmittelbar an den Diekturm der Stadtbefestigung angebaut. Im folgenden Jahr genehmigte der Stadtrat, dass alle jüdischen Gemeindeglieder dieses rituelle Bad benutzen durften.

## Judenkirchhofsfeld
Am 18. Januar 1787 beantragte Elias Meyer, den weit außerhalb der Stadt gelegenen Friedhof, genannt das Judenkirchhofsfeld, zur Wahrung der Totenruhe mit Hecke und Graben umgeben zu dürfen. Dieser Friedhof sei seit Menschengedenken in jüdischem Besitz, und doch würden die Viehhirten dies nicht respektieren, sogar Schweine würden die Gräber aufwühlen.